# Jacobello del Fiore

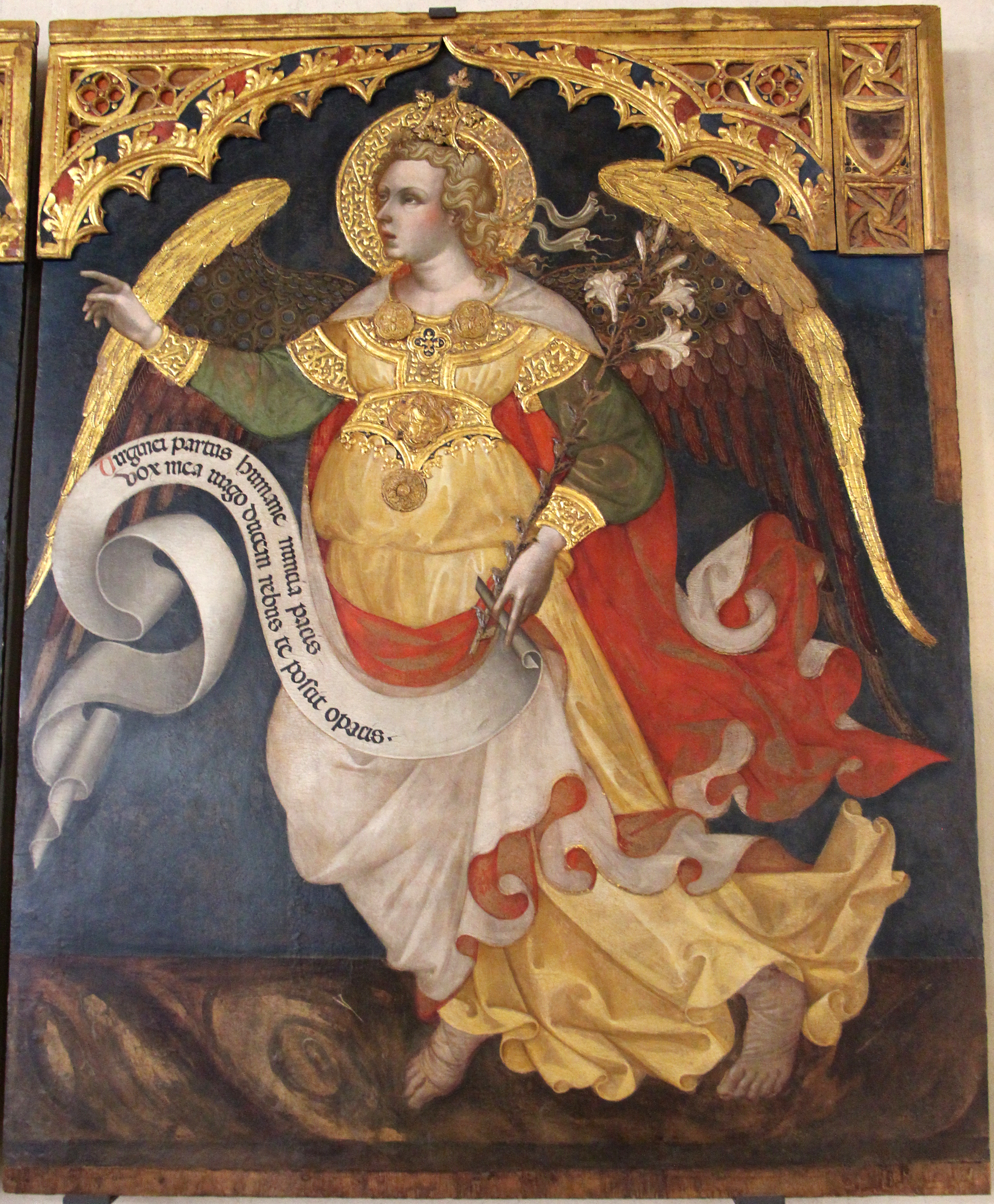
Jacobello da Fiore: Der Erzengel Gabriel (rechter Flügel des Gerechtigkeits-Triptychons), 1421, Accademia, Venedig

Jacobello del Fiore (auch Jacometto del Fiore oder de Flore; nachgewiesen ab 1400 – 1439) war ein italienischer Maler der Spätgotik aus der venezianischen Schule.

## Leben
Sein Vater war der Maler Francesco del Fiore (nachgewiesen 1436–1534).
Erste Erwähnung findet Jacobello 1401 bei Arbeiten für die Kirche San Cassiano in Pesaro. Für Montegranaro bei Pesaro schuf er 1407 ein Triptychon mit Gnadenmadonna. Auch 1409 malte er einen Altar für Pesaro, möglicherweise das Polyptychon der Kirche San Francesco (heute Museo Civico, Pesaro).

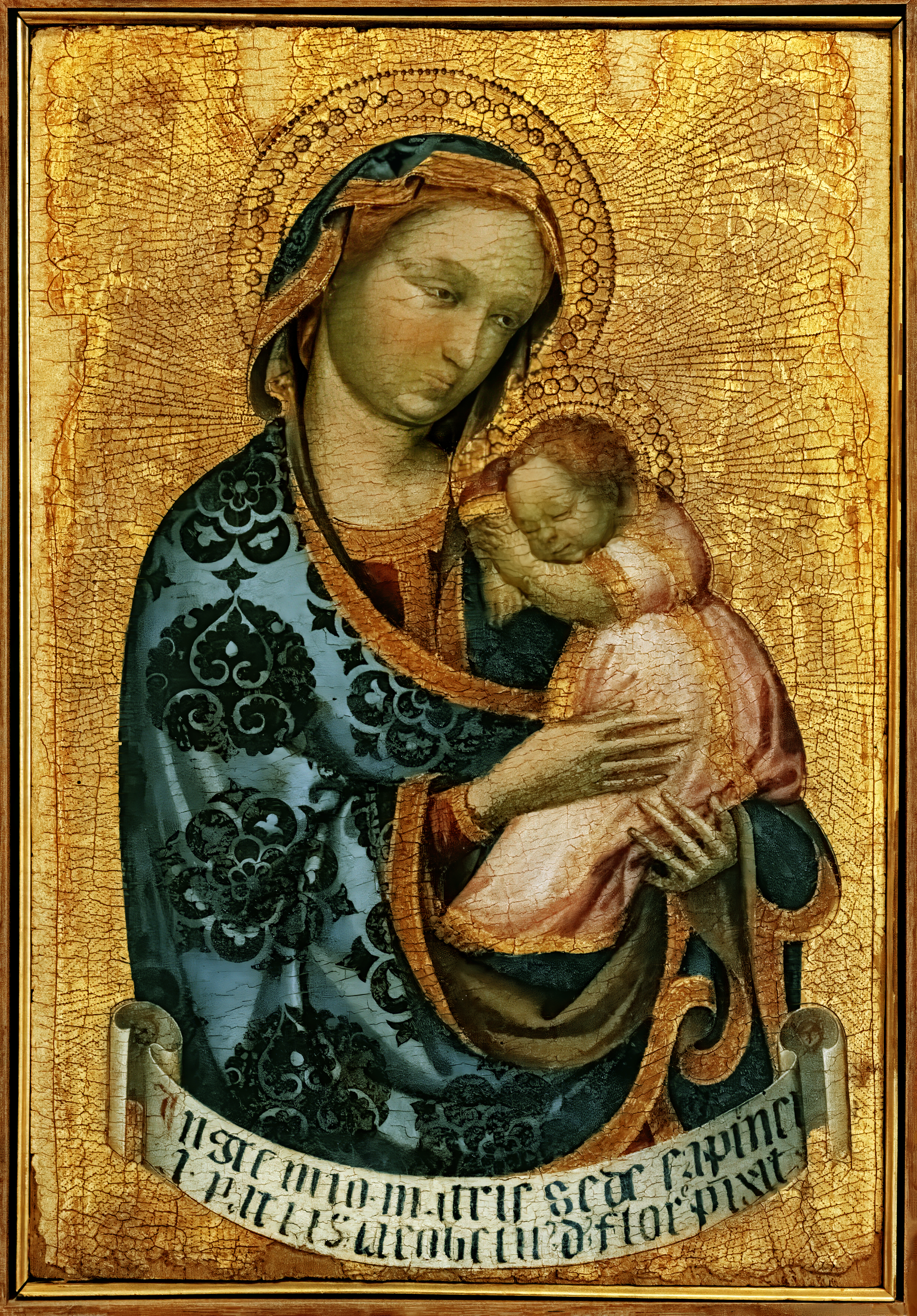
Madonna mit Kind, 57 × 39 cm, Museo Correr, Venedig (um 1410 ?)

Zwischen 1409 und 1415 gehörte er wahrscheinlich zusammen mit Gentile da Fabriano, Michelino da Besozzo und Pisanello zu den Künstlern, die die Sala del Maggior Consiglio des Dogenpalastes mit seinerzeit berühmten Fresken ausschmückten, die jedoch 1577 bei einem Brand zerstört und danach durch Gemälde von Tintoretto, Veronese u. a. ersetzt wurden. Wahrscheinlich war Jacobello der „Hofmaler“ der Dogen. Am 11. Januar 1412 wurde sein jährliches Gehalt von 100 Dukaten aus Kriegsgründen um die Hälfte reduziert. 1415 malte er für den Dogenpalast den berühmten Löwen von San Marco.
Eines seiner bekanntesten Werke ist die Justitia zwischen den Erzengeln Michael und Gabriel (Accademia, Venedig), die laut Ridolfi (1648) ursprünglich das Datum des 23. November 1421 trug und für den Magistrato del Proprio (einen zivilen Gerichtshof Venedigs) bestimmt war. Die Tafel der Justitia ist reich mit goldener pastiglia verziert und hatte Einfluss auf das Werk anderer Künstler wie Michele Giambono.

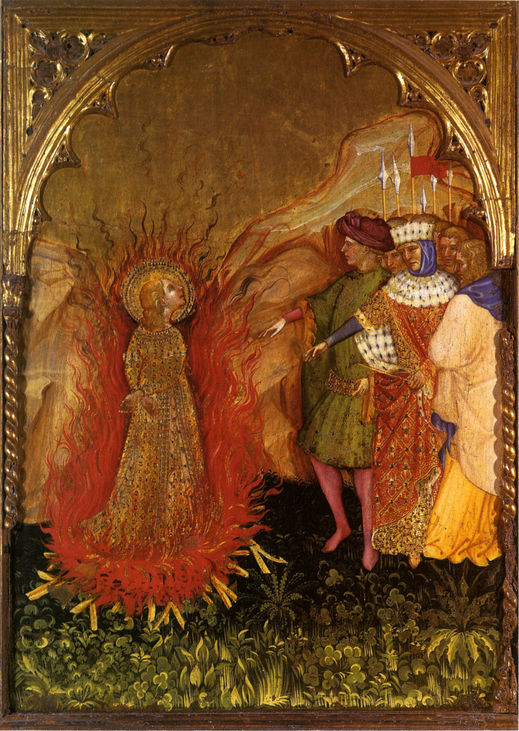
Martyrium der Hl. Lucia, Museo Civico, Fermo

Als Meisterwerk Jacobellos gelten die Legenden der hl. Lucia für die Kirche Santa Lucia in Fermo (heute in der Pinacoteca Communale, Fermo). Werke Jacobellos, die nachweislich nach 1421 entstanden sind, existieren nicht mehr.  Bei der Gnadenmadonna in der Accademia von Venedig sind Signatur und Datum „1436“ falsch.
Jacobello hatte einen Adoptivsohn namens Ercole del Fiore, der auch Maler und wahrscheinlich Mitarbeiter in seiner Werkstatt war. Er könnte der Urheber einiger schwächerer Werke sein, die früher Jacobello zugeschrieben wurden, darunter eine Krönung Mariä (oder Paradies) von 1432 für den Dom von Ceneda (heute Accademia, Venedig).
Jacobello del Fiore starb 1439.

## Werk
„Jacobello del Fiore besitzt für seine Zeit ausgezeichnete Verdienste, und Vasari thut ihm Unrecht, wenn er sagt, dass der Künstler nach Art der Griechen alle Figuren auf die Fussspitzen gestellt habe. Er befolgte die auf Naturwahrheit ausgehende Richtung und er gehört zu den Wenigen, welche damals lebensgroße Figuren darstellten. Man bemerkt bei ihm ein Streben nach Schönheit und Würde und, wo es nöthig war, auch Bewegung. Indessen liebte er nach dem Gebrauche der Zeit überladenen Schmucke und goldverzierte Kleider.“

Jacobello war einer der bedeutendsten venezianischen Maler seiner Zeit, zusammen mit Niccolò di Pietro und Zanino di Pietro. Sein Werk steht in der Nachfolge von Paolo Veneziano und Lorenzo Veneziano und im Übergang von byzantinischen Vorbildern zur Spätgotik. In seiner verfeinerten Kunst zeigt er auch große erzählerische Fähigkeiten, und er beeinflusste Michele Giambono und Antonio Vivarini.

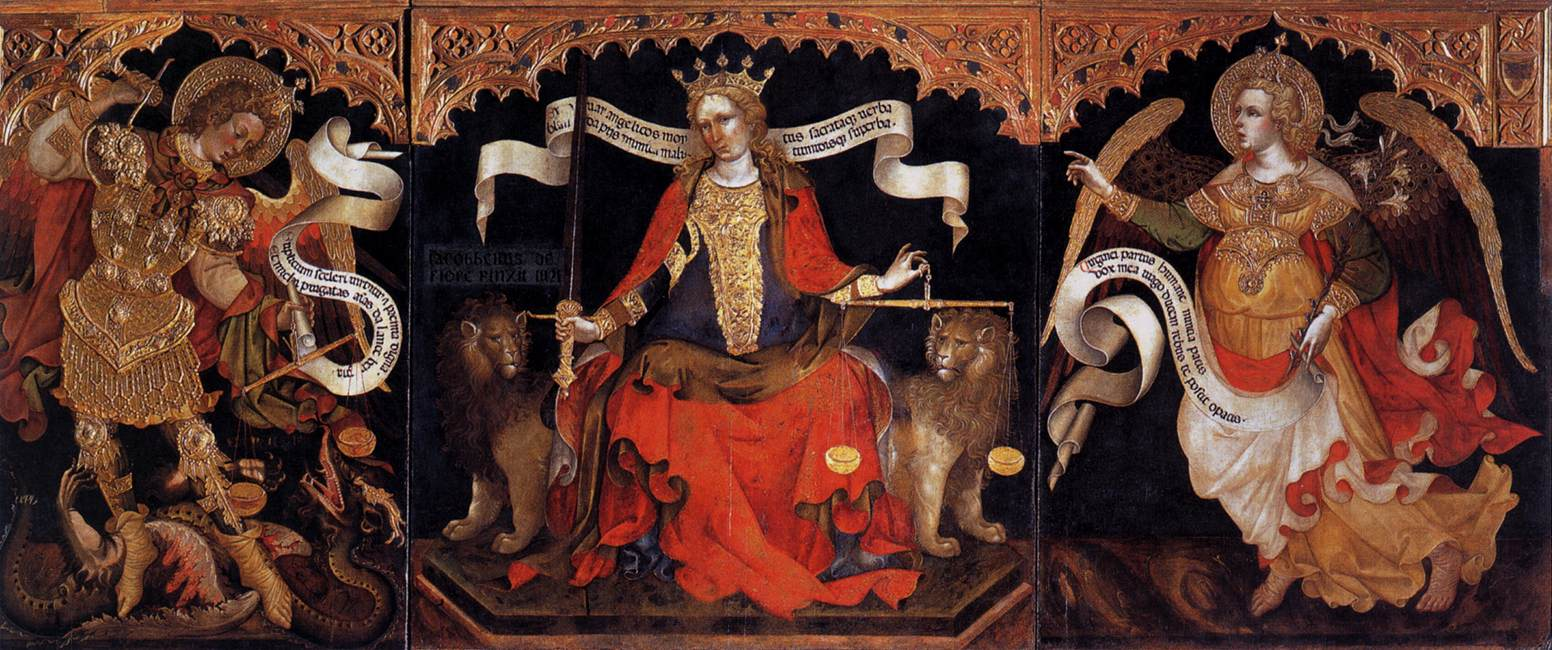
Jacobello da Fiore: Justitia mit den Erzengeln Michael und Gabriel (Gerechtigkeits-Triptychon), Accademia, Venedig (1421)
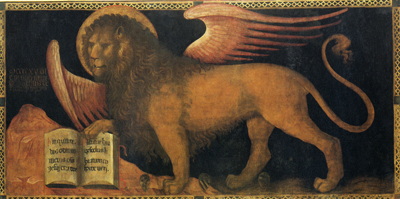
Löwe von San Marco in der Sala Grimani im Dogenpalast, Venedig (1415)